# The Greatest Love of All
«The Greatest Love of All» — песня, исполненная американской певицей Уитни Хьюстон. Третий её хит, возглавивший американский чарт Billboard Hot 100 и хит-парад Австралии. Песня была написана Майклом Массером и Линда Крид (6 декабря 1949—10 апреля 1986, когда та боролась с раком груди и умерла месяц спустя после релиза) и оригинально записана певцом Джорджем Бенсоном для биографического фильма 1977 года о жизни чемпиона мира по боксу Мохаммеда Али «Величайший». Видео было снято в гарлемском Театре Аполло в Нью-Йорке. Хьюстон получила премию American Music Award в категории Favorite Soul/R&B Video, и была номинирована на Grammy Award в категории Лучшая запись года и премию Soul Train Music Award в категории «Сингл года».

## Отзывы
Многие критики назвали эту песню центральной частью дебютного альбома Хьюстон. Стивен Холден из газеты The New York Times написал, что «Хьюстон поет её с сильной прямотой, которая придает её посланию о самоуважении поразительный резонанс и убеждённость», и назвал песню убедительным утверждением духовной преданности, чёрной гордости и семейной верности одновременно. Дон Шеви из Rolling Stone написал, что по мере развития песни Хьюстон «медленно изливает душу, вставляет некоторые церковные фразы, держит ноты немного дольше и демонстрирует свой великолепный голос».
В журнале Cashbox назвали песню волнующей балладой и позитивным, оптимистичным гимном. Менее восторженной была реакция еженедельника Record Mirror, где обозреватель написал, что слащавое перепроизводство сингла спасает только мощный и тёплый голос Хьюстон, который звучит «как осмысленное выражение искренних человеческих чувств». И далее закончил фразой, что «Сегодня вечером в США будут литься крокодиловы слезы».

### Награды и номинации
Хьюстон получила American Music Award в номинации Favorite Soul/R&B Video Single, а также была номинирована на премию «Грэмми» в категории «Запись года» и на премию Soul Train Music Award в категории «Сингл года».

## Список композиций
| - Американский 7" виниловый сингл - A «Greatest Love of All» — 4:51 - B «Thinking About You» — 4:06 - Британский 12" виниловый макси-сингл - A «Greatest Love of All» — 4:49 - B1 «Thinking About You» — 4:03 - B2 «Shock Me» (дуэт с Джермейн Джексоном) — 5:05 | - Испанский 12" виниловый макси-сингл - A «Greatest Love of All» — 4:49 - B1 «Someone for Me» — 4:58 - B2 «Thinking About You» — 4:07 - Японский CD-сингл 1. «Greatest Love of All» — 4:51 2. «Thinking About You» — 4:03 |

## Участники записи
- Майкл Массер, Линда Крид[англ.] — авторы песни
- Майкл Массер — продюсер записи
- Робби Бьюкенен, Натан Ист, Дэнн Хафф, Пол Джексон мл., Рэнди Кербер, Ричард Маркс, Лу Шелтон, Дебби Томас, Джулия Уотерс, Максин Уотерс, Орен Уотерс — танцовщики
- Билл Шни — аудиомикширование
- Майкл Манчини, Расселл Шмитт — аудиоинженеры

## Хит-парады и сертификация
| Чарт (1986—1987)                      | Высшая позиция |
| ------------------------------------- | -------------- |
| Австралия (Kent Music Report)         | 1              |
| Австрия (Ö3 Austria Top 40)           | 13             |
| Канада (RPM Adult Contemporary)       | 1              |
| Канада (RPM Top Singles)              | 1              |
| Канада (Billboard Canadian Hot 100)   | 1              |
| Нидерланды (Dutch Top 40)             | 4              |
| Ирландия (IRMA)                       | 1              |
| Италия (Musica e dischi)              | 13             |
| ФРГ (GfK)                             | 30             |
| Новая Зеландия (Recorded Music NZ)    | 6              |
| Швеция (Sverigetopplistan)            | 14             |
| Швейцария (Schweizer Hitparade)       | 20             |
| Великобритания (OCC UK Singles)       | 8              |
| США (Billboard Hot 100)               | 1              |
| США (Billboard Hot R&B/Hip-Hop Songs) | 3              |
| США (Billboard Adult Contemporary)    | 1              |

| Чарт (1986)                                    | Позиция |
| ---------------------------------------------- | ------- |
| Австралия (Kent Music Report)                  | 27      |
| Канада (Top Singles, RPM)                      | 20      |
| Великобритания (UK Singles, OCC)               | 96      |
| США (Billboard Top Adult Contemporary Singles) | 7       |
| США (Billboard Top Black Singles)              | 46      |
| США (Billboard Top Pop Singles)                | 11      |

| Десятилетие (1980—1989) | Позиция |
| ----------------------- | ------- |
| США (Billboard Hot 100) | 71      |

| Чарт (1958—2018)        | Позиция |
| ----------------------- | ------- |
| США (Billboard Hot 100) | 367     |

| Регион                                                                      | Сертификация | Продажи   |
| --------------------------------------------------------------------------- | ------------ | --------- |
| Канада (Music Canada)                                                       | Платиновый   | 80 000    |
| Великобритания (BPI)                                                        | Серебряный   | 200 000   |
| США (RIAA)                                                                  | Платиновый   | 1 000 000 |
| Данные о продажах + прослушиваниях приведены только на основе сертификации. |              |           |

## Конфликты
В апреле 1987 года канадский автор-исполнитель Гордон Лайтфут подал иск против Майкла Массера, утверждая, что песня Массера «The Greatest Love of All» украла двадцать четыре такта из старого хита Лайтфута 1970 года «If You Could Read My Mind». Согласно канадскому еженедельнику Maclean’s, Лайтфут сказал: «Меня это очень задело. Я не хочу, чтобы современное поколение думало, что я украл у него свою песню». Лайтфут заявил, что отказался от иска, когда почувствовал, что это негативно повлияло на Уитни Хьюстон, поскольку иск был подан против Массера, а не против неё. В конечном итоге дело было урегулировано во внесудебном порядке, а Массер принес публичные извинения.